# Aruwimi
El riu Aruwimi és un afluent del riu Congo situat al nord i est del riu Congo:Vol.Two,214

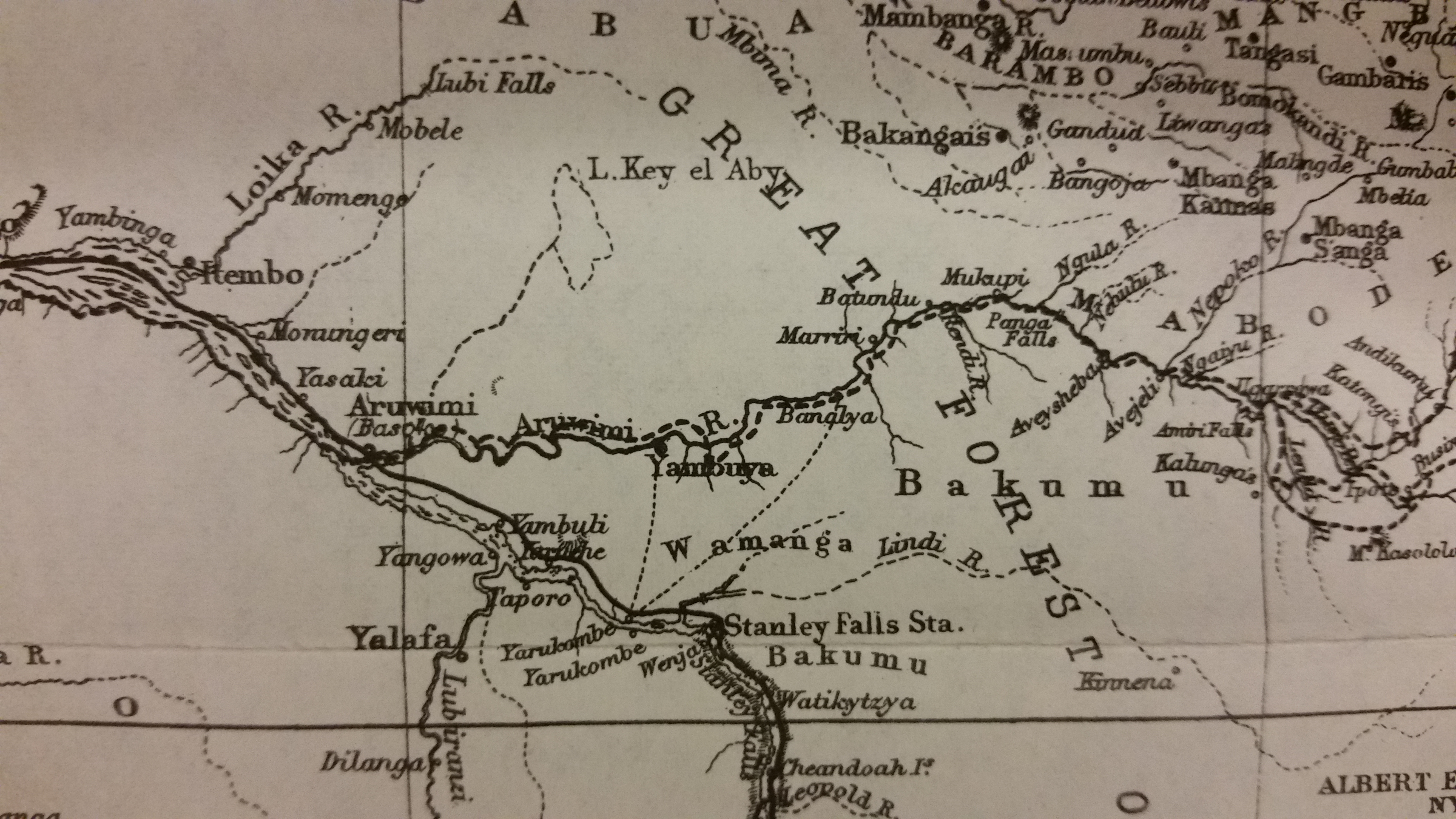
Les rutes de Stanley estan indicades per línies de punts.

L'Aruwimi comença amb el nom de Riu Ituri, i emergeix prop del Llac Albert, Discorre generalment sud-sud-oest fins que s'ajunta al Riu Shari. Aleshores el riu Ituri gira cap a l'oest. El riu Aruwimi fa uns 1'5 km d'amplada quan s'uneix al riu Congo.
El riu Aruwimi va ser explorat per Henry Morton Stanley durant la seva expedició de l'any 1887 per "rescatar" Emin Pasha.
Afluents:
- Nepoko
- Lenda

Assentaments:
- Bomaneh
- Mongandjo
- Yambuya
- Banalia
- Panga
- Bafwangbe
- Bomili
- Avakubi
- Teturi
- Bunia